# Al Shabab Al Arabi Club 2009-2010
Questa voce raccoglie le informazioni riguardanti l'Al Shabab Al Arabi Club nelle competizioni ufficiali della stagione 2009-2010.

## Risultati Coppe
- UAE Football League:7º posto
- Coppa del Presidente: Finale (sconfitto dal Emirates Club)
- Etisalat Emirates Cup: Fase a Gironi
- Coppa dei Campioni del Golfo: Fase a Girone

## Rosa
| N. |                                | Ruolo | Calciatore            |
| -- | ------------------------------ | ----- | --------------------- |
| 3  | Emirati Arabi Uniti (bandiera) | C     | Fahad Al Ansari       |
| 4  | Emirati Arabi Uniti (bandiera) | D     | Mohamed Ahmed         |
| 5  | Emirati Arabi Uniti (bandiera) | D     | Waleed Abbas          |
| 6  | Emirati Arabi Uniti (bandiera) | C     | Fayez Bander          |
| 7  | Emirati Arabi Uniti (bandiera) | A     | Hamad Al Enezi        |
| 8  | Emirati Arabi Uniti (bandiera) | C     | Saleh Al Sheikh       |
| 9  | Emirati Arabi Uniti (bandiera) | A     | Ahmad Ajab            |
| 10 | Emirati Arabi Uniti (bandiera) | A     | Abdulaziz Al Misha'an |
| 11 | Cile (bandiera)                | C     | Carlos Villanueva     |
| 12 | Emirati Arabi Uniti (bandiera) | C     | Bader Buhamad         |
| 13 | Emirati Arabi Uniti (bandiera) | D     | Mohammed Marzooq      |
| 14 | Slovenia (bandiera)            | C     | Rok Elsner            |
| 16 | Costa d'Avorio (bandiera)      | C     | Blaise Kouassi        |

| N. |                                | Ruolo | Calciatore        |
| -- | ------------------------------ | ----- | ----------------- |
| 24 | Emirati Arabi Uniti (bandiera) | C     | Faisal Al Enezi   |
| 25 | Brasile (bandiera)             | C     | Renato            |
| 26 | Emirati Arabi Uniti (bandiera) | P     | Ahmad Al Fadhli   |
| 28 | Emirati Arabi Uniti (bandiera) | C     | Mohammad Al Fahad |
| 29 | Algeria (bandiera)             | C     | Naser Masood      |
| 30 | Siria (bandiera)               | A     | Omar Al Soma      |
| 31 | Emirati Arabi Uniti (bandiera) | C     | Mohammed Shoail   |
| 31 | Emirati Arabi Uniti (bandiera) | C     | Adel Matar        |
| 40 | Emirati Arabi Uniti (bandiera) | D     | Dhari Said        |
| 46 | Emirati Arabi Uniti (bandiera) | D     | Abdulaziz Hussain |
| 50 | Brasile (bandiera)             | A     | Pedrão            |
| 47 | Emirati Arabi Uniti (bandiera) | P     | Ahmed Mahmoud     |
| 51 | Emirati Arabi Uniti (bandiera) | C     | Fawaz Buhamad     |
| 99 | Emirati Arabi Uniti (bandiera) | C     | Jaber Jazaa       |
| 89 | Emirati Arabi Uniti (bandiera) | C     | Hamad Aman        |

## Risultati

### Coppa del Presidente

#### Finale
| Arbitro: | Ali Hamad |

|                                                       |           |                |
| Mohamed Ali Omer 568’ JMouhssine Moutouali 70’, 90+3’ | Marcatori | 38’ Rok Elsner |